# Coraller
Un coraller és la persona que té com a ofici capturar i treballar el corall. A Catalunya el corall es pescava sobretot a les costes del nord-est de la Catalunya. Els catalans tingueren el monopoli del comerç del corall en bona part de la Mediterrània a la baixa edat mitjana, per exemple, a Tunísia. El treball del corall, fet pel coraller consistia a “torajar” (separa la peça), tallar, foradar, enrodonir, polir i enfilar. Botet i Sisó afirma que la regió costanera compresa entre el Cap de Sant Sebastià fins al Port de la Selva com la zona on es recol·lectava aquest animal a Catalunya. A més fa recular aquesta activitat extractiva fins al segle xi, com a mínim essent ampliades les seves àrees de recol·lecció al nord d'Àfrica i les illes del Mediterrani Occidental tant que el 1418 es dictà ordre reial que en prohibia la recol·lecció a Tunis i Sardenya a tot aquell que no fos vassall del Rei d'Aragó Seguint la relació de Botet i Sisó en aquell segle hi havia a la ciutat de Barcelona un gremi d'artesans dedicats al treball d'aquestes peces de joieria. La indústria recol·lectora d'aquest animal ha seguit una explotació fluctuant: Pràcticament desapareguda fins al primer terç del segle xix quan reviscolà i s'introduí cap al 1860 l'ús de bussos que substituí els ormejos especials que s'empraven fins llavors. L'explotació intensiva d'aquest recurs pesquer mitjançant aquest canvi tecnològic conduí a la merma galopant de les poblacions coral·líferes obligant als bussos a augmentar la fondària de les seves incursions al medi marí fins als 40/50 m. Malgrat tot entre els anys 1861 i 1863 aquest boom coral·lífer ocupà uns 700 tripulants i 80 bussos, 140 embarcacions i uns rèdits estimats de 3.750.000 de pessetes. Ja en temps recents s'ha mantingut una certa activitat de corallers a Catalunya, part d'ella fruit de l'activitat furtiva, que ha dut a l'establiment d'una veda total a partir del 2018 que fa témer una probable desaparició de l'ofici que ocupa una quarantena de persones.